# I Wish U Heaven
I Wish U Heaven è un singolo del cantautore statunitense Prince, pubblicato nel 1988 ed estratto dall'album Lovesexy.

## Tracce
- 7"

1. I Wish U Heaven
2. Scarlet Pussy

## Classifiche
| Classifica (1988) | Posizione massima |
| ----------------- | ----------------- |
| Belgio (Fiandre)  | 26                |
| Germania          | 53                |
| Irlanda           | 9                 |
| Italia            | 27                |
| Nuova Zelanda     | 24                |
| Paesi Bassi       | 20                |
| Regno Unito       | 24                |
| Stati Uniti (R&B) | 18                |